# Tricula bollingi
Tricula bollingi là một loài ốc nước ngọt, a động vật chân bụng in the Pomatiopsidae.

## Phân bố
Nó sống ở Thái Lan.

## Parasites
Tricula bollingi là một intermediate host for Schistosoma ovuncatum.